# Serrato
Il serrato (latino: Denarius serratus) è una forma tardo repubblicana di Denario.  Il suo nome viene dal bordo seghettato (lat. serrare = segare), che già è presente nel processo di coniazione. Lo scopo, secondo alcuni studiosi, sarebbe di mostrare che la moneta è di argento pieno e non ha all'interno un'anima di metallo di basso valore.  Ciò comunque è contraddetto dalla presenza di serrati suberati, cioè monete che erano di metallo non prezioso, placcate di argento. Vedi ad esempio la Pomponia 7 qui accanto. Comunque questo tipo di contorno offrirebbe una parziale protezione contro la tosatura della moneta.
Secondo Tacito (Germania, 5) i serrati e i bigati (serrati bigatique) erano particolarmente apprezzati dai Germani. I bigati erano i primi denari, emessi nei primi anni della repubblica. Gli ultimi serrati, come vedremo, furono battuti intorno da 70 a.C. Erano quindi monete sicuramente precedenti alle svalutazioni della riforma di Nerone e facilmente identificabile da chi aveva poca dimestichezza con le emissioni posteriori.

## Emissioni
Esiste, in pochi esemplari, un denario serrato anonimo (Craw. 79/1, Syd. 519) di cui si sa molto poco. I tipi sono quelli comuni nei denari anonimi: Roma al diritto e Dioscuri a cavallo al rovescio. Una ruota a sei raggi si trova sotto le gambe dei cavalli. Mentre Sydenham  propende per una datazione intorno alla fine del II secolo, Crawford indica la data come 208-209 a.C. e ipotizza una zecca siciliana.
Il primo denario serrato attribuibile è quello emesso sotto il controllo di Gaio Iuvenzio Thalna intorno al 154 a.C. (Babelon 4a, Syd. 379a; Craw. 202/1b).
Questo tipo di lavorazione si presentò di nuovo intorno al 118 a.C. con le emissioni di alcuni monetari che secondo molti specialisti le avrebbero coniate nella zecca di Narbona. Al rovescio ci sono i nomi di Lucio Licinio e di Gneo Domizio mentre al diritto ci sono i nomi di altri cinque personaggi: M. Aurelio Scauro, L. Porcio Licinio, L. Cosconio, L. Pomponio (Pomponia 7) e C. Poblicio Malleolo.  I tipi presentano al diritto la testa di Roma con elmo attico o frigio mentre al rovescio è rappresentato un guerriero nudo che guida una biga. Crawford (Roman Republican Coinage) ipotizza l'esistenza di due magistrati principali, Licinio e Domizio, che sarebbero i IIviri col. deduc., cioè i responsabili della deduzione della colonia. Gli altri cinque sarebbero i curatores denariorum flandi, i responsabili dell'emissione delle monete. Licinio, sempre secondo Crawford, è Lucio Licinio Crasso che era il responsabile della colonia. (Syd. series 21, da 519 a 524; Craw. 282)
Un altro gruppo di serrati è costituito da quattro denari emessi tra il 106 ed il 105 a.C. da L• SCIP• ASIAG•, C•SVLPICI C•F•, L• MEMMI GAL• e da L•COT. I tipi sono diversi tra loro. (Syd. series 27: 572, 574, 576 e 577; Craw. da 311 314). A questi denari sono associate monete enee: Assi, Semiassi e Quadranti.
Un'altra ventina di serrati vengono emessi tra l'83 a.C. ed il 64 a.C. quando viene battuto l'ultimo serrato (Roscia 3), a nome di Lucio Roscio Fabato, un cesariano che sarà pretore anni dopo, nel 49 a.C., e che morirà nel 43 a.C. nella battaglia di Mutina.

## Eredità
La tecnica di formare un contorno corrugato, con segni o con scritte diventa di nuovo di uso generalizzato solo nel XVI secolo. Il contorno delle moneta attuali è di fatto un'eredità dei serrati.